# Classe Graudenz
La classe Graudenz est une classe de deux croiseurs légers construits pour la Marine Impériale allemande au début du XXe siècle. Elle comprend le SMS Graudenz et le SMS Regensburg.

## Les unités de la classe
| Nom                       | Lancement       | Service effectif | Chantier naval                    | Fin de carrière                                   |
| ------------------------- | --------------- | ---------------- | --------------------------------- | ------------------------------------------------- |
| SMS Graudenz Ancona       | 25 octobre 1913 | 10 août 1914     | Kaiserliche Werft, Kiel Allemagne | cédé à l'Italie en 1920, démantelé en 1937        |
| SMS Regensburg Strasbourg | 25 avril 1914   | 3 janvier 1915   | AG Weser, Brême Allemagne         | cédé à la France en 1920, coulé à Lorient en 1944 |